# Сант-Эджидио-алла-Вибрата
Сант-Эджидио-алла-Вибрата (итал. Sant'Egidio alla Vibrata) — коммуна в Италии, располагается в регионе Абруццо, в провинции Терамо.
Население составляет 9415 человек (2008 г.), плотность населения составляет 523 чел./км². Занимает площадь 18 км². Почтовый индекс — 64016. Телефонный код — 0861.
Покровителем коммуны почитается святой святой Эгидий, празднование 1 сентября.

## Демография
Динамика населения:

## Администрация коммуны
- Официальный сайт: http://www.comune.santegidioallavibrata.te.it/